# Liliom és oroszlán
A Liliom és oroszlán Az elátkozott királyok című regényfolyam hatodik kötete, mely 1960-ban jelent meg.

## Történet
|  | Alább a cselekmény részletei következnek! |

Miközben Londonban III. Edward elveszi feleségül Philippát, Párizsban IV. Károly meghal, és ezzel kihal a Capeting-ház. Halálos ágyánál Robert d' Artois biztosítja Philippe de Valois-t támogatásáról a régensség kérdésében, azt remélve, hogy így végre visszaszerezheti Artois grófságát. Megszerzi a királyság pairjeinek támogatását, ám ekkor Adam Orleton püspök Izabella, s végső soron Anglia számára követeli a francia trónt. Robert azonban eléri, hogy a pairek egyhangúlag elfogadják Philippe-et régensnek. Miután azonban Károlynak utószülöttként csak egy lánya marad, őt VI. Fülöpként megkoronázzák. Királyként megpróbál jó uralkodó lenni, és egyszersmind erős is, ezért felszólítja III. Edwardot, hogy jöjjön és tegye le a hűségesküt Aquitániáért. Ő így is tesz, amire egy lovagi tornán kerül sor, ahol három másik király is részt vesz. Közben Robert számára kedvezően alakulnak az események: régi barátja lett a király, akinek egyszersmind fő tanácsadója is, ráadásul meghal Thierry d'Hirson, Mahaut kancellárja. Egy bizonyos Divion asszony, aki Mahaut iránti gyűlöletéből segít Robert-nek, állítása szerint látott bizonyos okiratokat, amelyek az ő igényének jogosságát támasztják alá. Azonban ezek az okiratok egyik napról a másikra váratlanul eltűntek. A hűségeskü letétele után ezért Robert nyilvánosan botrányt rendez: megvádolja Mahaut nagynénjét azzal, hogy apjának házassági szerződését szándékosan elrejtette, hogy az abban rejlő igazság, miszerint Robert örökli Artois grófságát, ne kerüljön napvilágra. Mindketten esküt tesznek a Bibliára, ezért Fülöp király vizsgálóbizottságot nevez ki az ügyben. De mivel a bizottság vezetője Robert egyik embere, könnyű dolga van a vallomások felvételénél. Sajnos azonban ez önmagában nem sokat érne, ezért Robert Divion asszony segítségével nekilát, hogy elkészítse a házassági szerződés hamis példányát. Ő ezt nem hamisításnak véli, hanem jogos igénye alátámasztásának. A hitelesség kedvéért megszerzik az akkori pairek névsorát és a pecsétjük lenyomatát. Reully-ben, néhány úr körében be is mutatja a kreált házassági szerződést, azonban kínos incidens történik: a dátumot elírták, s bár sikerül megmenteni a helyzetet, Robert komolyan aggódik, hogy terve füstbe mehet. Ráadásul fülébe jut, hogy a hamisításban közreműködő két asszonyt Mahaut börtönbe vetette. Őket azonban a király emberei szabadon engedik. Ezért Béatrice d'Hirson ajánlkozik, hogy elmegy Divion asszonyhoz, meggyőzni őt. Valójában azonban Robert-hez megy, először azért, hogy boszorkánysággal elveszejtse a férfit, de később teljesen a hatása alá kerül és a szeretője lesz. Ezzel azonban Robert kerül nyerő helyzetbe. Azt mondja Béatrice-nek, hogy ha Mahaut meghalna, akkor már nem lenne senki, aki ellenezné igényét; Artois az övé lehetne, Béatrice pedig az udvarhölgye és a szeretője. Ezért Béatrice megmérgezi Mahaut-t, aki egy hónap múltán meghal. Ezután, hogy biztosra menjen, megmérgezi Mahaut lányát, az özvegy Johanna királynét is. Ám végül Mahaut unokája, Burgundia hercegasszonya jelentkezik Artois grófságáért.
Mindeközben Angliában elterjed, hogy a halottnak hitt II. Edward még mindig életben van. A pletykának az adott alapot, hogy a III. Edward mellett régensként fellépő Roger Mortimer, akit nemrég még hősként ünnepeltek, kegyetlen és erőszakos volt, ráadásul hatalommániás. Mint kiderült, az egész csak csapda volt, mellyel rávették Kenti Edmondot, Mortimer ellenfelét, hogy maga írjon támogató levelet II. Edwardnak. Ennek birtokában pedig lefejeztették őt. III. Edward, aki lassan elérte a nagykorúságot, egyre dühösebben figyelte ezt, valamint azt, hogy anyja, Izabella, Mortimer szeretőjévé vált, akitől terhes is lett. Végül elhatározásra jutott: maga köré gyűjtötte hűséges embereit, és személyesen tartóztatta le Roger Mortimert, az anyját pedig egy várkastélyba száműzte. Mortimer így visszakerült a Towerba, majd hamarosan felakasztották.
Mindeközben Franciaországban Fülöp kitűzte az Artois-per tárgyalásának időpontját. Robert ügye egyre kevésbé alakult jól, és közben ráunt Béatrice-ra is, aki viszont elunta a várakozást. Robert Conches-ba utazott ügyeinek intézése érdekében, ahol megtudta, hogy Divion asszonyt letartóztatták. A királyhoz megy panaszra, ahol azonban kiderült, hogy Fülöp semmi ilyen parancsot nem adott. Valójában felesége, a gonosz Sánta Johanna pecsételte le a végzést titokban. Fülöp megveri feleségét, és bár biztosítja Robert-t támogatásáról, kiderül, hogy Divion asszony vallott, méghozzá anélkül, hogy megkínozták volna. És noha újfent tisztára mosta magát, tudta, hogy csak Béatrice volt képes elárulni Sánta Johannának és a burgundi hercegnek, hol van Divion asszony és mit tudhat. Ezért hű szolgájával, Lormet-vel megölette a lányt és a Szajnába dobatta. Nem sokkal később Évreux-ben lovagi tornát rendeznek, ahol azonban Robert-t szembesíti Fülöp a kegyetlen igazsággal: lelepleződött, iratairól bebizonyosodtak, hogy hamisak. Felajánlja neki, hogy elrendezi az ügyet, de csak akkor, ha örökre lemond Artois grófságáról. Robert azonban ezt soha nem lett volna hajlandó elfogadni, ezért még az ítélet meghozatala előtt megszökött, és különféle ismerőseinél húzta meg magát Franciaországban, közben a király ellenségeivel is szövetkezve. Ezért Fülöp megfosztotta pairi címétől, minden birtokától, és örökre száműzte őt Franciaországból. Robert azonban alattomos módon elkezdett lázítani Fülöp ellen. Angliába utazott, ahol hűséget fogadott III. Edwardnak, majd elismerte őt Franciaország törvényes királyának. Majd fondorlattal elérte, hogy Anglia hűbérurai is így ismerjék el Edwardot, s azt, hogy fegyverrel vonuljanak Fülöp ellen a trónigény teljesítéséért. Ezzel kitört a százéves háború, melyben Robert is részt vett. Partra szálltak Franciaországban, és dicsőségesen meneteltek előre. Egészen Vannes falaiig, mert ennél a jelentéktelen városnál egy kóbor nyílvessző eltalálta Robert d'Artois-t, aki belehalt sebesülésébe. Azonban még halálos ágyán sem volt hajlandó lemondani Artois-ról.
A regény végén, epilógusként, 11 évet ugrunk előre az időben, 1349-be, ahol bizonyos Giannino Baglioni sienai polgár levelet kapott Cola di Rienzitől, Róma kormányzójától, aki néptribunnak szólíttatta magát. Magához hívatta, s ott elárulta neki, hogy anyja, Marie de Cressay, aki kilenc éve meghalt, halálos ágyán meggyónt egy szörnyű titkot. Kiderült róla, hogy ő nem más, mint a halottnak hitt I. János francia király. Cola di Rienzi segítséget és támogatást ígért neki, de őt hamarosan megölték, így Giannino egyedül kezdett el harcolni igazáért. Mindenfelé segítséget keresett, de végül is meggyűlölték, és 1361-ben Aixban letartóztatták, és Marseille-ben bebörtönözték. Itt halt meg nem sokkal később, s így ő is osztozott az elátkozott királyok sorsában.
|  | Itt a vége a cselekmény részletezésének! |

## Magyarul
- Az elátkozott királyok. Történelmi regény, 1-6.; ford. Gyáros Erzsébet; Európa, Bp., 1970–1972 (Századok, emberek)
  - 6. Liliom és oroszlán; 1972